# MiSaMo
MiSaMo (tiếng Nhật: ミサモ; tiếng Hàn: 미사모; Romaja: Misamo; viết tắt của MinaSanaMomo; thường được viết cách điệu là MISAMO), là nhóm nhỏ chính thức đầu tiên của nhóm nhạc nữ Hàn Quốc TWICE được thành lập bởi JYP Entertainment. Nhóm bao gồm 3 thành viên người Nhật Bản của TWICE: Momo, Sana và Mina. Họ ra mắt vào ngày 26 tháng 7 năm 2023 với đĩa mở rộng (EP): Masterpiece.

## Tên gọi
Tên của nhóm MiSaMo, là từ ghép được tạo nên từ 2 chữ cái đầu của tên các thành viên: Mina, Sana và Momo. Trước khi thành lập nhóm nhỏ này, các thành viên của cũng thường dùng "MiSaMo" để nhắc đến chính họ.

## Lịch sử thành lập
Năm 2012, Sana và Momo ban đầu được lên kế hoạch ra mắt trong một nhóm nhạc nữ bốn thành viên tại Nhật Bản; tuy nhiên, JYP đã tạm hoãn kế hoạch do mối quan hệ Hàn-Nhật xấu đi sau vụ tranh chấp Liancourt Rocks. Vào năm 2015, các thành viên đã tham gia Mnet 's Sixteen, một chương trình sống còn cạnh tranh để quyết định đội hình debut của Twice. Vào tháng 2 năm 2023, JYP thông báo rằng MiSaMo sẽ ra mắt với một mini album / EP gồm bảy bài hát, bao gồm cả "Bouquet", ban đầu được phát hành cho bộ phim truyền hình của TV Asahi Liaison: Children's Heart Clinic, vào ngày 26 tháng 7. Nhóm dự kiến sẽ tổ chức buổi giới thiệu đầu tay mang tên "MiSaMo Japan Showcase 2023" trong năm ngày tại Osaka và Yokohama, bắt đầu từ ngày 22 tháng 7.

## Thành viên
- Chú thích: In đậm là trưởng nhóm.

| Nghệ danh | Nghệ danh | Nghệ danh | Tên khai sinh   | Tên khai sinh   | Tên khai sinh                 | Tên khai sinh | Tên khai sinh | Ngày sinh         | Nơi sinh                   | Quốc tịch |
| Latinh    | Hangul    | Kana      | Latinh          | Hangul          | Kana                          | Hanja         | Hán-Việt      | Ngày sinh         | Nơi sinh                   | Quốc tịch |
| Momo      | 모모      | もも      | Hirai Momo      | 히라이 모모     | ひらい もも                   | 平井桃        | Bình Tỉnh Đào | 9 tháng 11, 1996  | Kyoto, Nhật Bản            | Nhật Bản  |
| Sana      | 사나      | さな      | Minatozaki Sana | 미나토자키 사나 | みなとざき さな               | 湊崎 紗夏     | Thấu Kì Sa Hạ | 29 tháng 12, 1996 | Osaka, Nhật Bản            | Nhật Bản  |
| Mina      | 미나      | みな      | Myoui Mina      | 묘이 미나       | みょうい みな / シャロン 妙い | 名井 南       | Danh Tỉnh Nam | 24 tháng 3, 1997  | San Antonio, Texas, Hoa Kỳ | Nhật Bản  |
| Mina      | 미나      | みな      | Myoui Mina      | 묘이 미나       | みょうい みな / シャロン 妙い | 名井 南       | Danh Tỉnh Nam | 24 tháng 3, 1997  | San Antonio, Texas, Hoa Kỳ | Hoa Kỳ    |

## Danh sách đĩa nhạc

### Đĩa mở rộng (EP)
| Tiêu đề       | Chi tiết | Thứ hạng cao nhất | Thứ hạng cao nhất | Thứ hạng cao nhất | Doanh số              | Chứng nhận       |
| Tiêu đề       | Chi tiết | JPN               | JPN Cmb.          | JPN Hot           | Doanh số              | Chứng nhận       |
| ------------- | --- | ----------------- | ----------------- | ----------------- | --------------------- | ---------------- |
| Masterpiece   | - Phát hành: Ngày 26 tháng 7 năm 2023 - Hãng đĩa: Warner Japan - Định dạng: CD, CD+DVD, digital download, streaming           | 1                 | 1                 | 1                 | - JPN: 200,819 (phy.) | - RIAJ: Platinum |
| Haute Couture | - Phát hành (dự kiến): Ngày 6 tháng 11 năm 2024 - Hãng đĩa: Warner Japan - Định dạng: CD, CD+DVD, digital download, streaming | TBA               | TBA               | TBA               | TBA                   | TBA              |

### Đĩa đơn
| Tiêu đề                                                                                   | Năm  | Vị trí   | Vị trí  | Vị trí          | Album       |
| Tiêu đề                                                                                   | Năm  | JPN Cmb. | JPN Hot | New Zealand Hot | Album       |
| ----------------------------------------------------------------------------------------- | ---- | -------- | ------- | --------------- | ----------- |
| "Bouquet"                                                                                 | 2023 | 28       | 32      | —               | Masterpiece |
| "Marshmallow"                                                                             | 2023 | —        | 57      | —               | Masterpiece |
| "Do Not Touch"                                                                            | 2023 | —        | 58      | 17              | Masterpiece |
| "—" biểu thị bản phát hành không có bảng xếp hạng hoặc không được phát hành ở lãnh thổ đó |      |          |         |                 |             |

## Video

### Video âm nhạc
| Tiêu đề        | Năm  | Đạo diễn)    | Ref.          |
| -------------- | ---- | ------------ | ------------- |
| "Do Not Touch" | 2023 | Guzza (Kudo) | [ 15 ] [ 16 ] |
| "Marshmallow"  | 2023 | Chưa rõ      | [ 17 ]        |

## Lưu diễn

### MiSaMo Japan Showcase 2023
| Ngày                     | Thành phố | Quốc gia | Địa điểm     | Tham dự           |
| ------------------------ | --------- | -------- | ------------ | ----------------- |
| Ngày 22 tháng 7 năm 2023 | Osaka     | Nhật Bản | Intex Osaka  | Chưa được công bố |
| Ngày 23 tháng 7 năm 2023 | Osaka     | Nhật Bản | Intex Osaka  | Chưa được công bố |
| Ngày 25 tháng 7 năm 2023 | Yokohama  | Nhật Bản | Pia Arena MM | Chưa được công bố |
| Ngày 26 tháng 7 năm 2023 | Yokohama  | Nhật Bản | Pia Arena MM | Chưa được công bố |
| Ngày 27 tháng 7 năm 2023 | Yokohama  | Nhật Bản | Pia Arena MM | Chưa được công bố |